# تپه چشمه سنگی درگه
تپه چشمه سنگی درگه مربوط به دوره ساسانیان است و در شهرستان گیلانغرب، بخش گواور، دهستان گواور، ۱۰۰ متری شمال روستای درگه واقع شده و این اثر در تاریخ ۲۶ اسفند ۱۳۸۶ با شمارهٔ ثبت ۲۱۸۰۹ به‌عنوان یکی از آثار ملی ایران به ثبت رسیده است.